# Sunčica Čanić
Sunčica Čanić (ur. 1961 w Puli) – chorwacka matematyczka, mieszkająca i pracująca w USA. Jest pracownikiem naukowym Uniwersytetu Kalifornijskiego w Berkeley.

## Życiorys
Urodziła się w Puli, w Jugosławii. Studiowała na Uniwersytecie w Zagrzebiu, a w latach 1986–1990 była asystentką na Wydziale Matematyki Stosowanej tej uczelni. W latach 1989–1992 pracowała na Stony Brook University, gdzie w 1992 roku obroniła pracę doktorską na Wydziale Matematyki Stosowanej i Statystyki. Od 2018 roku jest wykłada matematykę na Uniwersytecie Kalifornijskim w Berkeley.
Prowadzi m.in. badania nad opracowaniem metody matematycznej symulacji stentów, stosowanych w leczeniu zatorów tętniczych.